# Leiurus
Leiurus is een monotypisch geslacht van schorpioenen uit de familie van de Buthidae.

## Soort
- Leiurus quinquestriatus Ehrenberg, 1829 (Vijfstreepschorpioen)